# Albert-Eugène Edouard Decarpentry
El general Albert-Eugène Edouard Decarpentry fue un caballista francés que nació el 22 de enero de 1878, y que murió en 1956.

## Vida ecuestre
Su padre era criador y también politécnico, lo que sin duda tuvo influencia en él. En 1904, Albert-Eugène Edouard Decarpentry se trasladó a Saumur, a las órdenes del comandante de Montjou.
Fue caballista de Cadre Noir (cuerpo de caballeros franceses de élite) al mismo tiempo que Pierre Danloux, Jean-Charles-Emond Wattel, y Saint Phalle, y además fue instructor de Xavier Lesage, futuro campeón olímpico y caballista en jefe, quien dirá de Decarpentry : « Il travaillait tranquillement, sans esbroufe, sans vouloir étonner la galerie » (« Trabajaba tranquilamente, sin jactancia, sin querer asombrar a nadie »).
Herido en el brazo en 1916, el cirujano que debía operarle le advirtió que su codo tenía riesgo de anquilosarse, y entonces Decarpentry solicitó hacer lo posible como para « permitirle poder tomar las riendas con la mano ».
Después de la guerra, accedió al comando de la École de Cavalerie (1925-1931). A la vez caballista de talento y excelente pedagogo, igualmente fue un teórico de primer orden, que fue calificado por Jean-Charles-Emond Wattel como « le plus savant de sa génération » (« el más sabio y competente de su generación »).
Su forma de hacer equitación, se basaba fundamentalmente en « mantener firme la posición de la mano en las riendas », en la « conquista del impulso », y en el « descenso de las caderas », lo que aún en nuestros días es considerado como un modelo clásico.
Su obra más célebre, Équitation Académique, es una compilación de autores clásicos, en donde agrega sus propias reflexiones sobre las dificultades que se pueden llegar a plantear en la práctica. Modesto y poco vanidoso por naturaleza, califica su propio libro como « recettes de cuisine équestre » (« recetas de cocina ecuestre »). Y a pesar del tiempo transcurrido, este libro es aún hoy día una de las referencias bibliográficas ecuestres que conviene no olvidar.
Fue jurado internacional de doma clásica entre 1930 y 1939; el general Decarpentry presidió hasta su muerte en 1956, el jurado de la Federación Ecuestre Internacional (FEI), para las pruebas de adiestramiento.

## Obras
Sus principales obras son :
- 1946 : l'École espagnole de Vienne
- 1948 : Baucher et son école
- 1932 : Piaffer et passage
- 1946 : l'École espagnole de Vienne
- 1949 : Équitation académique[2]
- 1954 : Les Maîtres écuyers du manège de Saumur
- 1956 : L'essentiel de la méthode de haute Ecole de Raabe

## Algunas citaciones
- L'impulsion doit avoir pour le cheval dressé l'intensité lancinante d'un besoin physique impérieux et permanent (El impulso debe tener para el caballo en acción de salto, la intensidad lancinante de una necesidad física imperiosa y permanente).
- Plus un procédé est puissant, plus les dangers de son application sont grands (Cuanto más potente es un procedimiento, tanto más grandes son los peligros de su aplicación).
- Ce n'est pas le relèvement de l'encolure, c'est l'abaissement des hanches qui est le but à atteindre (El objetivo a alcanzar no es tanto el levantamiento del cuello, sino el descenso de las caderas).